# Mohawk Warrior Society

Uma das versões da bandeira da organização, usada entre 1974 e 2016, projetada pelo falecido artista e escriba Mohawk Karoniaktajeh Louis Hall

A Mohawk Warrior Society (em mohawk: Rotisken’rakéhte; em português: Sociedade dos Guerreiros Mohawk), também conhecida como Kahnawake Warrior Society, é um grupo Mohawk que busca afirmar a autoridade Mohawk sobre suas terras tradicionais, incluindo o uso de táticas como bloqueios de estradas, despejos e ocupações. A sociedade foi fundada em 1971 em Kahnawake, Quebec, Canadá.
A sociedade ganhou notoriedade pela primeira vez em 1973, quando eles, junto com ativistas do Movimento Indígena Americano, mantiveram um impasse com a Polícia Provincial de Quebec em Kahnawake, e outro em Oka, Quebec em 1990.
Os membros desta sociedade são conhecidos como Warriors (Guerreiros).

## Etimologia
O termo Warrior Society (Sociedade dos Guerreiros) é uma expressão em inglês que identifica o que chamam na língua mohawk Rotisken’rakéhte. Alguns acreditam que a palavra raiz, o’kén:ra significa terra ou solo, aplicando a conotação de portadores de terra à sociedade. Outros acreditam que este termo vem da palavra raiz óhstien, que significa ossos, referindo-se àqueles que carregam os ossos, sugerindo que é responsabilidade dos jovens da nação carregar o legado de seus ancestrais e garantir a sobrevivência de seu antigo caminho da vida; Kanonhsonni’kéha ou o caminho da habitação.
Independentemente de sua tradução literal, o termo Rotisken’rakéhte é geralmente usado para descrever os homens iroqueses que assumem sua responsabilidade de proteger e defender seu povo e território. O termo Warrior Society foi recentemente adotado na década de 1970 como resultado da opressão canadense e americana. Aqueles jovens originais que ressuscitaram o antigo espírito de luta e reinstituíram a Sociedade Guerreira adotaram este termo em inglês um tanto apropriado e prolífico para inspirar esperança entre os homens iroqueses e cautela nos corações dos governos coloniais do Canadá e dos Estados Unidos.

## Formação
Em 1971, o Conselho de Chefes da Nação Mohawk em Kahnawake autorizou a formação da Kahnawake Warrior Society como um meio de cumprir as resoluções dos Clãs no Conselho e servir como a vanguarda defensiva da habitação comunitária, habitação tradicional de muitos indígenas do Nordeste da América do Norte. Desde aquela época, gerações abraçaram seus deveres e responsabilidades como homens iroqueses. Na tradição iroquesa, os Rotisken’rakéhte são responsáveis pela defesa nacional e segurança pública no território de Kahnawake.

## Atuação
Warrior Society na tradição iroquesa é uma antiga ordem de homens iroqueses que se reúnem para ajudar seu povo em tempos de necessidade e agem como a vanguarda voluntária dos iroqueses. Durante tempos de conflito e perigo, seu objetivo é defender e proteger os cidadãos e o território da Haudenosaunee Six Nation Iroquois Confederacy. A Warrior Society atua não apenas como uma vanguarda defensiva, mas também como uma importante instituição social que presta serviços essenciais ao povo; especialmente aqueles incapazes e desfavorecidos. A Warrior Society ajuda os membros da comunidade que precisam de lenha empilhada, jardins cultivados e remoção de neve quando e onde for necessário.
Ao promover os princípios tradicionais embutidos nos ensinamentos do Kanonhsonni’kéha, a Warrior Society complementa a autoridade final do povo ao defender e promulgar o Kaianere’kó:wa que, em essência, é a cnstituição viva da Confederação dos Iroqueses. Além disso, a Warrior Society também é responsável por defender e promulgar quaisquer determinações políticas feitas pelo Grande Conselho da Confederação, Conselhos Nacionais individuais ou Conselhos Comuns territoriais.
Internamente, a Warrior Society atua como mantenedora da paz e mediadora em conflitos, garantindo que a paz e a harmonia continuem sendo uma prioridade nos territórios. Quando solicitada por eles pelos Clãs no Conselho, a Warrior Society serve como os "enviados da paz" em disputas e distúrbios internacionais. A Warrior Society também oferece um estilo de vida de educação e autoaperfeiçoamento, reunindo-se para aprimorar seus conhecimentos sobre os velhos hábitos e exercer seus papéis e responsabilidades como homens iroqueses. Durante esses grupos de estudo, os guerreiros se envolvem em atividades para aprender a língua, discursos cerimoniais, canções e danças tradicionais.